# Magnus Hagelstam
Johan Magnus Hagelstam, född 3 november 1879 i Helsinge, död 31 januari 1958 i Esbo, var en finlandssvensk lärare och rektor.
Hagelstam blev filosofie magister 1902. Han arbetade som lärare i svenska och historia vid realläroverket i Jakobstad 1902–1908, var rektor samt lärare i svenska och historia vid Grankulla samskola 1909–1947 och därefter timlärare till 1955.
I Grankulla fick Hagelstam då han grundade elevhemmen Granhult och Berga, de första i sitt slag i Finland, samt flickskolan Klostret uttryck för sin reformiver. Han ansåg friluftslivet vara viktigt för elevernas välmående och framgång i skolarbetet. Grankulla samskola införde därför, som den första i Finland, ett särskilt sportlov redan 1927.
Som skolman räknades Hagelstam till de mest erkända i landet. Han uttalade sig ofta i tidningspressen om skolfrågor och främjade med sin pedagogiska erfarenhet skolfrågor inom Svenska Finlands folkting och Esbo kommun. Han var under många år medlem av folktinget och dess talman 1941 och 1946. Han var medlem i kommunfullmäktige i Esbo 1919–1941 och dess ordförande 1931–1933, 1940 och 1942. Han var redaktör i Jakobstad för lokaltidningen Pedersöre 1905–1908 och medarbetare i tidskriften Skola och hem. Till Grankulla samskolas 50-årsjubileum utgav han en historik med matrikel, Grankulla samskola 1907–1957 (1957).